# Vince Lozano
Pour les articles homonymes, voir Lozano.
Vince Lozano est un acteur, réalisateur, scénariste et producteur américain né à Cleveland, Ohio (États-Unis).

## Filmographie

### Acteur
- 1992 : L'Homme d'Encino (Encino Man) : Charlie
- 1995 : Le Père de la mariée 2 (Father of the Bride Part II) : Gang Kid
- 1997 : Savage
- 1998 : Fallen Arches : Cheech
- 1999 : Psycho for Milk : Patient
- 1999 : En direct sur Ed TV (Edtv) de Ron Howard : Warehouse Worker
- 2000 : Olé - Um Movie Cabra da Peste : Jose
- 2001 : Lessons for an Assassin : Fishman
- 2003 : The Big Chingon : Leo
- 2003 : Dark Wolf : Desk Sergeant
- 2003 : Carolina : Perfect Date Contestant
- 2003 : Pirates des Caraïbes : La Malédiction du Black Pearl (Pirates of the Caribbean: The Curse of the Black Pearl) : Jacoby
- 2003 : Alvarez & Cruz : Jojo
- 2005 : El Muerto (en) : Coyote
- 2005 : Wanted (TV) : Ozzie Devine
- 2005 : The Basement : Flip
- 2020 : Promising Young Woman d'Emerald Fennell

### Réalisateur
- 2003 : Alvarez & Cruz (+ scénariste et producteur)